# José Arteaga
José Arteaga (San Juan de Pasto, Colombia, 1963) es un escritor y periodista colombiano especializado en la historia del latin jazz, la salsa y la música del Caribe. Aunque sus trabajos comenzaron en su ciudad natal, Arteaga pertenece a una generación de ensayistas colombianos que, en Bogotá, han centrado sus obras en el análisis de temáticas sociales y culturales contemporáneas.[cita requerida] También ha escrito sobre temas judiciales, deporte y cultura popular.
Trabajó para el diario El Espectador, donde escribía «La radiola», una columna dedicada a distintos géneros como la salsa, el son, jazz latino y la rumba. Colaboró también en 91.9. La revista que suena, publicada por la emisora Javeriana Estéreo. Pertenece al grupo de periodistas de Cali y Bogotá que contribuyeron significativamente al estudio de la historia de la salsa colombiana, de los cuales es uno de los más prolíficos.
Desde 1997 reside en España. Se radicó primero en Barcelona, donde tuvo a cargo un local dedicado a la música latinoamericana llamado «Paramigente», y luego en Zaragoza. Participa, además, en diversos programas musicales, en especial en la radio Gladys Palmera.
Su último libro, Oye cómo va, publicado en 2003, fue prologado por Fernando Trueba. Jesús Gonzalo, de Cuadernos de jazz, escribió que la obra se distinguía por «su escritura novelada» y «predilección por la salsa».

## Obra
- 1990 - La salsa - Crónica social de la música del Caribe urbano.[13]
- 1990 - Colombia gol - Historia del fútbol colombiano.
- 1991 - Maestro de maestros - Biografía del músico Lucho Bermúdez.[1]
- 1992 - Música tropical y salsa en Colombia - Ensayos sobre música colombiana.
- 1993 - Momentos trágicos del deporte - Cronología del dopaje, la violencia, la muerte, las drogas y el alcohol en el deporte.
- 1993 - Los imaginarios y la cultura popular - Textos de conferencias en la facultad de Antropología de la Universidad de los Andes.
- 1994 - La música del Caribe - Historia de todos los ritmos antillanos.[14][3]
- 1994 - Grandes fugas de las cárceles colombianas - Crónicas judiciales.[15]
- 1997 - Grandes crímenes en la historia de Colombia - Crónicas judiciales.[15]
- 2000 - La salsa, un estado de ánimo.[3]
- 2004 - Oye cómo va... El mundo del jazz latino.[16]